# Oumar Tourade Bangoura
Oumar Tourade Bangoura (Conakri, 14 de septiembre de 1994-Nabeul, 15 de noviembre de 2014) fue un futbolista guineano que jugaba en la demarcación de centrocampista. Era hermano del también futbolista Lassane Bangoura.

## Biografía
Debutó como futbolista en 2012 con el Satellite FC. Jugó en el club durante un año, quedando en segunda posición en el Campeonato Nacional de Guinea tras quedar a dos puntos del Horoya AC. Al finalizar la temporada, el AS Kaloum Star se hizo con sus servicios para los dos años siguientes. Aunque sólo pudo cumplir un año del contrato, se hizo con el Campeonato Nacional de Guinea tras conseguir 47 puntos al final de temporada.
Falleció el 15 de noviembre de 2014 en Nabeul, Túnez, a los 20 años de edad tras sufrir una parada cardíaca.

## Selección nacional
Jugó un total de tres partidos con la selección de fútbol de Guinea. Debutó en un partido de clasificación para el Campeonato Africano de Naciones de 2014 contra Malí que acabó por 3-1 el 6 de julio de 2013. Jugó su tercer y último partido el 5 de marzo de 2014 contra Irán en un partido amistoso.

## Clubes
| Club           | País   | Año         |
| -------------- | ------ | ----------- |
| Satellite FC   | Guinea | 2012 - 2013 |
| AS Kaloum Star | Guinea | 2013 - 2014 |